# Oswald Erhard Römisch
Oswald Erhard Römisch (* 23. Mai 1819 in Loßnitz bei Freiberg; † 3. Dezember 1899 in Blasewitz) war ein höherer sächsischer Berg- und Staatsbeamter. Er war Professor für Bergrecht an der Bergakademie Freiberg, Bergmeister in Marienberg, Geheimer Finanzrat und von 1877 bis zu seiner Pensionierung 1879 Präsident der Königlich Sächsischen Oberrechnungskammer.

## Leben und Wirken
Römisch studierte nach dem Schulbesuch ab 1836 das Bergfach an der Bergakademie Freiberg und im Anschluss Rechtswissenschaften an der Universität Leipzig. Nach Abschluss des Studiums erhielt er 1844 ein Auditoriat beim Bergamt Freiberg. 1847 wurde Römisch dort zweiter Hilfsaktuar. Im Jahre 1849 wurde er zum Bergassessor ernannt und übernahm zudem in Krankheits- und Vakanzvertretung die Gegenschreiberfunktion.
Ab 1849 lehrte Römisch außerdem an der Bergakademie Freiberg, zunächst als Dozent für Allgemeine Rechtskunde und Bergrecht, ab Januar 1850 als Professor für Bergrecht und bergmännischen Geschäftsstil.
Im Jahre 1856 wurde Römisch als Bergmeister die Leitung des im Zuge der Neuordnung der obergebirgischen Bergreviere wiedererrichteten Bergamtes Marienberg übertragen. Damit endete auch seine Lehrtätigkeit an der Bergakademie. Bergrat Römisch wurde im Februar 1862 als Oberbergamtsassessor an das Oberbergamt Freiberg berufen.
Nach der Aufhebung des Oberbergamts schied er als Oberbergrat aus der sächsischen  Bergverwaltung aus. Römisch schlug eine Verwaltungslaufbahn im Dienst der sächsischen Wettiner am Dresdner Hof ein und wurde zunächst Hilfsarbeiter im Finanzministerium, wo er 1870 zum Geheimen Finanzrat ernannt wurde. Am 1. Januar 1877 wurde er Präsident der neugebildeten Königlichen Oberrechnungskammer. Ende Mai 1879 trat er in den Ruhestand. Sein Nachfolger wurde Bernhard von Schönberg.
Römisch blieb unverheiratet.